# Txabi Basterretxea
Francisco Javier Basterretxea Irurtzun, conegut artísticament com a Txabi Basterretxea (Madrid, 3 de març de 1954 - Hondarribia, 21 d'octubre de 2010), és un director de cinema basc de pel·lícules d'animació.

## Biografia
Era fill del pintor i director de cinema Néstor Basterretxea Arzadun i María Isabel Irurzuren. Va estudiar fotografia a Barcelona. El 1983 va crear una productora de vídeo en la qual dirigeix documentals sobre folklore i etnogràfics. Es va donar a conèixer el 1985 quan realitza el videoclip Sarri Sarri del grup Kortatu, que va rebre primer premi al millor videoclip en basc al Festival de Vídeo de Vitòria. Entre 1988-1990 va treballa a Euskal Telebista com a realitzador dels programes Poli, Banan Banan i Galde De Balde.
El 1994 va formar el grup Tipula amb Joxean Muñoz, el seu col·laborador en molts projectes culturals. En 1998 van dirigir el curt d'animació Tortolika eta tronbon. El 2000 va organitzar l'exposició Atarian va donar una mirada àmplia a la història i la personalitat de Sant Sebastià. Va ser guardonat amb el Goya a la millor pel·lícula d'animació el 2001, juntament amb Joxean Muñoz, per la seva pel·lícula d'animació La isla del cangrejo (Karramarro uhartea). El 2003 va organitzar exposicions sobre maquetes del seu pare Néstor Basterretxea Arzadun i una altra sobre Jon Zabalo "Txiki".

## Filmografia
- 1985.- Sarri-sarri
- 1998.- Tortolika eta tronbon
- 2001.- Karramarro Uhartea